# Vụ du khách Việt Nam bỏ trốn tại Jeju 2016
Vụ du khách Việt Nam bỏ trốn tại Jeju 2016 là sự kiện 59 du khách người Việt bỏ trốn tại đảo Jeju sau khi nhập cảnh Hàn Quốc từ ngày 11 đến ngày 17 tháng 1 năm 2016.

## Bối cảnh
Chính phủ Hàn Quốc ban hành chính sách 30 ngày lưu trú du lịch trên đảo Jeju mà không cần xin thị thực với điều kiện bắt buộc có vé máy bay của chặng bay tiếp theo, chính sách này áp dụng cho người nước ngoài đến từ những quốc gia không liên quan tới khủng bố. Tuy nhiên, du khách di chuyển ngoài phạm vi đảo Jeju và thuộc lãnh thổ Hàn Quốc vẫn cần phải có thị thực. Thống kê tính đến năm 2016, khoảng 60.000 người Việt đang làm việc tại Hàn Quốc, trong đó khoảng 15.000 người cư trú bất hợp pháp theo chương trình EPS.
Công ty Woori Club Travel (trụ sở Hàn Quốc, tên giao dịch Enjoy Korea tại Việt Nam) tổ chức tham quan theo hình thức thuê riêng chuyến bay của một hãng hàng không Việt Nam và đồng thời bán chỗ cho các công ty lữ hành Việt Nam gom khách. Lịch trình tham quan sáu ngày tại đảo Jeju cho đoàn 155 du khách Việt Nam, dự kiến nhập cảnh ngày 12 tháng 1 năm 2016 và xuất cảnh ngày 17 cùng tháng.

## Diễn biến
Theo lời một hướng dẫn viên người Việt dẫn đoàn.
Một hướng dẫn viên dẫn đoàn cho biết tình trạng du khách bỏ trốn diễn ra trong suốt thời gian lưu trú tại đảo Jeju: nhóm gần 10 người bỏ trốn ngay khi hoàn tất thủ tục tại sân bay, một số khác bỏ trốn sau khi tới khách sạn nhập cảnh, nhóm khách của Viettrantour bỏ trốn sau khi tham quan đảo Jeju vài ngày, đặc biệt một khách của Hanoi Redtours chỉ bỏ trốn khi kết thúc chuyến du lịch. Thống kê 59 người trong đoàn 155 du khách đã biến mất tại khách sạn nhập cảnh mà không thông báo cho người hướng dẫn đoàn cũng như quản lý khách sạn, đồng thời tắt điện thoại. Các hướng dẫn viên du lịch người Việt đã khai báo với cảnh sát địa phương và nhờ hỗ trợ truy tìm.

## Phản ứng

### Chính phủ Việt Nam
Ngày 20 tháng 1 năm 2016, Phó Cục trưởng Cục Quản lý lao động ngoài nước (Bộ Lao động – Thương binh và Xã hội) Tống Hải Nam cho biết phía Hàn Quốc bước đầu thông báo 49 du khách mất tích, bắt giữ 28 người và tìm thấy 03 người tại một cơ sở sử dụng lao động; đồng thời không rõ liệu sự việc có ảnh hưởng đến việc phái cử lao động sang làm việc tại Hàn Quốc. Cục Quản lý lao động ngoài nước khuyến cáo những rủi ro mà người lao động có thể gặp phải khi làm việc trái phép tại Hàn Quốc, chính sách xử phạt người lao động bất hợp pháp của nước sở tại.

### Lữ hành Việt Nam
Đại diện một số hãng lữ hành đặt ra giả thuyết về đường dây đưa người Việt bỏ trốn để cư trú lao động bất hợp pháp.

## Hệ quả

### Điều tra
Theo kết quả điều tra sơ bộ ban đầu vào ngày 8 tháng 2, Cơ quan Quản lý xuất nhập cảnh Jeju nhận định đoàn du khách người Việt bỏ trốn có thể được một tổ chức môi giới trên đảo Jeju trợ giúp; đồng thời phối hợp với cảnh sát và lực lượng bảo vệ bờ biển Jeju truy tìm 26 du khách mất tích, cũng như siết chặt kiểm soát sân bay và bến cảng.

### Du khách Việt Nam
Cơ quan Quản lý xuất nhập cảnh Jeju thông báo du khách người Việt sẽ bị cưỡng chế trục xuất sau khi kết thúc quá trình điều tra. Sau khi bị bắt giữ, một số du khách khai nhận bị lạc đường và tìm cách trở về khách sạn lưu trú.
| Giai đoạn | Thời điểm thống kê | Số lượng du khách | Tổng số | Địa điểm phát hiện | Tình trạng | Địa điểm xác nhận | Nguồn       |
| --------- | ------------------ | ----------------- | ------- | --- | ---------- | ----------------- | ----------- |
| 1         |                    | 28 (21 nam, 7 nữ) | 59      | - các nhà trọ gần khách sạn nhập cảnh - xưởng sản xuất thực phẩm phường Hannim                                                                   | Tìm thấy   | đảo Jeju          | [ 1 ] [ 4 ] |
| 1         | 31                 | —                 | 59      | Mất tích |            | đảo Jeju          | [ 1 ] [ 4 ] |
| 2         | 8 tháng 2 năm 2016 | 5 (3 nam, 2 nữ)   | 31      | nhà trọ ở nông trang làng Daecheong, thị trấn Tây Kwipo. Đây là khu vực thuộc điểm cực Tây Nam đảo Jeju, cách sân bay quốc tế Jeju khoảng 40 km. | Tìm thấy   | đảo Jeju          | [ 1 ] [ 4 ] |
| 2         | 8 tháng 2 năm 2016 | 26                | 31      | — | Mất tích   | đảo Jeju          | [ 1 ] [ 4 ] |